# Culex gressitti
Culex gressitti är en tvåvingeart som beskrevs av Sirivanakarn 1968. Culex gressitti ingår i släktet Culex och familjen stickmyggor. Inga underarter finns listade i Catalogue of Life.